# Sabbioneta
Sabbioneta je mjesto u sjevernoj Italiji Lombardija, u pokrajini Mantova, oko 30 km sjeverno od Parme, uz sjevernu obalu rijeke Po. 
Sabbioneta predstavlja primjer utjelovljenja renesansne ideje idealnog grada. Izgrađena je u drugoj polovici 16. stoljeća za vladavine jednog vladara (Vespasiano Gonzaga Colonna), i može se opisati kao grad jedne vladavine koja odražava red i organiziranost. Jasnog je geometrijskog plana pravilne mreže, a u njoj se nalaze i izvrsne građevine i umjetnička djela istog prevladajućeg stila – renesanse. 
Ideali renesanse, koje su promovirali vladari Mantove – obitelj Gonzaga, su prisutni u morfologiji i planu grrada, te je stoga grad, zajedno s renesansnim središtem Mantove, upisan na UNESCO-ov popis mjesta svjetske baštine u Europi 2008. godine Mantova i Sabbioneta.

## Povijest
Sabbionetu je osnovao Vespasiano I. Gonzaga u kasnom 16. stoljeću na mjestu drevnom rimskog grada Via Vitelliana, na pješćanoj obali rijeke Po (odakle joj i potječe ime koje na talijanskom znači "pješćana"). On je ujedno bio i njen prvi vojvoda, a Sabbioneta mu je služila kao osobna utvrda i rezidencija. U isto vrijeme postala je i malim glazbenim središtem koje su posjećali brojni skladatelji poput B. Pallavicina koji je ovdje boravio prije no što se preselio obitelji Gonzaga u Mantovu.
Mjesto je poznato i po prvoj židovskoj tiskari u povijesti, židovskom getou i sinagogi. Tiskaru je osnovao 1567. godine čovjek zvan Tobias Foa čija je tiskarska karijera “naglo okončna” nakon što je okrivljen kako je tiskao neke “nekršćanske knjige”, tj. židovske knjige. Njegovu tiskaru preuzeo je kršćanski tiskar Vicenzo Conte.

## Znamenitosti
Grad Vespasiana Gonzage, izgrađen prema principima renesansnog idealnog grada je uključivao:
- Duždeva palača  (Palazzo grande, danas Gradska vijećnica) – službeno središte javnog i upravnog života Sabbionete na Duždevom trgu (Piazza Ducale). Izgrađena je od 1560. – 1561. godine na zgarištu bivše upravne zgrade, i to na četiri kata; posljednji (mezzanine) je služio kao rezidencija vojvode Gonzaga. Izvana ima portik s pet arkadnih otvora i vijencem s pet otvora koji odvaja donji i gornji dio. Stube ispred ulaza, okviri i zabati prozora su od bijelog mramora (u zabatnim trokutima se nalaze kopije 5 drvenih poprsja rimskih careva koja su danas u palači), a iznad arhitrava stoji natpis: “VESP. D. G. DVX SABLON. I” (Vespasiano zahvaljujući milosti Božjoj, prvi vojvoda Sabbionete). Desno od glavnog ulaza, na trgu, stajala je od 16. stoljeća brončana statua vojvode, vrijedna skulptura Leona Leonija iz Arezza, koja je danas na njegovom grobu u obližnjoj crkvi “Chiesa dell’Incoronata”. Balkon je nekada imao dva brončana stupa (danas u ulaznoj dvorani) i malu kupolu, što ju je činilo ložom, a na kutovima, iznad mramornih grbova, postavljene su dvije lampe 1582. godine. Gornji dio fasade su 1584. godine oslikali B. Campi i M. Veronese, a danas su ostale samo naznake negdašnjih fresaka. Na krovu se nalazi terasa ili velika “loggia”.
- Teatro all'antica ili „Kazalište u antičkom stilu”, dizajnirao je Vincenzo Scamozzi (autor Olimpijskog kazališta (Teatro Olimpico) u Vicenzi), i to je prvo trajno kazalište izgrađeno u Europi poslije antike. Izgrađeno je od 1588. do 1590. godine u dvije razine: Donji dio s prozorima i vratima ukrašenima vijencima i Gornji dio na dvostrukim dorskim stupovima s nišama i prozorima (koji su imali trokutaste i lučne lunete sa skulpturama pehara).

Kazališna zgrada je u obliku pravokutnika podijeljenog na manje kvadrate (u jednom je pozornica, a u drugom polukružno stubište) kratkom pravokutnom orkestrom. Inovacija je stražnji ulaz za izvođače (glazbenike i glumce), koji im omogućuje pristup svlačionicama. Na pozornici je nekad stajala Scamozzijeva trajna scena koja je uništena u drugoj polovici 18. stoljeća. Iznad kazališne prostorije i danas stoji natpis: “ROMA QVANTA FVIT IPSA RVINA DOCET” (Njegove ruševine nam govore o veličini Rima), isti natpis koji se nalazi na dvije od sedam knjiga o arhitekturi koje je napisao Sebastiano Serlio iz Bolonje.
- Galleria degli Antichi („Galerija starina”) je velika prohodna zgrada koja se proteže kroz dvorski trg izgrađena od 1584. – 1586. godine s bogato ukrašenim vanjskim zidom. Prije nje, galerije su služile samo kao koridor koji spaja dva dijela vrta, no ova je izgrađena kako bi se u njoj smjestila bogata arheološka kolekcija antičkih skulptura (poprsja, skulptura, epigrafa i reljefa kupljenhi u Rimu i Veneciji, ali i lovačkih trofeja) koju je vojvoda prikupio od 1578. – 1589. godine. Kao takva, to je bila prva prava galerija s izložbenom funkcijom koju danas galerije obično imaju. Samo je posebnim gostima bilo dozvoljeno d aprošetaju pored vojvodinih izložaka, simbola njegove veličine. Antička mramorna kolekcija je ostala tu do 1773. godine, kada su većinu Austrijanci premjestili u Palaču akademije (“palazzo dell’Accademia”) u Mantovi, a ostalo odnijeli u Austriju. Danas se ova restaurirana djela mogu vidjeti izložena u Duždevoj palači u Mantovi.

Freske na zidovima s alegorijskim figurama naslikali su Giovanni i Alessandro Alberti iz Arezza 1587. godine. Drveni strop bio je oslikan u modro sa zlanim rozetama, a podovi popločani kvadratnom terakota opekom. 
- Palazzo del Giardino („Vrtna palača”) je izgrađena kao privatna ljetna rezidencija vojvode gdje je mogao zabavljati svoje goste i gdje su se gosti mogli posvetiti svojim poslovima ili odmoru u potpunom miru i tišini. Ovu dugu građevinu na dva kata i skromnih dimenzija karakterizira bijela gipsana fasada koja je u kontrastu s vijencem od hrasta. God. 1588. vojvoda je dao Cremonskom slikaru B. Campiju da eksterijer oslika geometrijskim oblicima lažnog mramora. Usprkos strogom izgledu, on je iznutra bogato i raskošno dekorirao zgradu u skladu sa širinom Vespasijanovog znanja.

U Sabbioneti je izgrađeno i nekoliko crkava:
- Crkva Uznesenja (Assunta) zauzima jednu stranu Duždevog trga, a izgrađena je od 1578. – 79. godine na mjestu stare Gospine crkve, i to u izvornom obliku, osim kupole dodane 1585. i obnovljene apside i tornja 1592. godine.
- Gospina crkva Incoronata je izgrađena od 1586. – 88. na mjestu crkve sv. Nikole i namijenjena je monaškim slugama sv. Djevice Marije (poznatima kao serviti) koju su tu bili još od prve polovice 15. stoljeća. Njen jasni i čvrsti renesansni oblik podjseća na Bramanteovu školu.
- Crkva Blažene Djevice od Karmina (Chiesa della Beata Vergine del Carmine)

- Zgrada antičkog kazališta
- Unutrašnjost Kazališta (Teatro olimpico Sabbioneta)
- Plan antičkog kazališta
- Palazzo del Giardino
- Unutrašnjost galerije
- Crkva Uznesenja (Assunta)
- Sabbioneta